# Palatinado-Birkenfeld-Gelnhausen
O Ducado do Palatinado-Birkenfend-Gelnhausen (em alemão:  Herzogtum Pfalz-Birkenfeld-Gelnhausen), ou simplesmente Palatinado-Gelnhausen (Pfalz-Gelnhausen), foi um estado do Sacro Império Romano-Germânico, que existiu entre 1654 e 1799.
A sua capital era Gelnhausen, no sul do atual estado de Hesse (Alemanha) e era governado por membros da Dinastia de Wittelsbach.

## História
O Palatinado-Birkenfeld-Gelnhausen existiu, enquanto estado autónomo no seio do Sacro-Império, de 1654 a 1799.
O estado foi constituído pelo desmembramento do Palatinado-Birkenfeld-Gelnhausen. Em 1654, com a morte de Cristiano I do Palatinado-Birkenfeld-Bischweiler, os seus dois filhos varões repartiram os territórios:
- Cristiano II ficou com o Palatinado-Birkenfeld-Bishweiler; e
- João Carlos ficou com o Palatinado-Birkenfeld-Gelnhausen.

Os descendentes de João Carlos continuaram a governar o Palatinado-Gelnhausen, até que, em 1799, o estado foi Mediatizado.
Nessa altura, a linhagem de Gelhausen recebeu o título de "Duque na Baviera" que lhes foi outorgado pelos seus parentes da linhagem de Zweibrücken, o ramo senior dos Wittelsbach, os Duque da Baviera, que em 1806, se tornaram Reis da Baviera.
Estas duas linhagens são os únicos ramos atualmente existentes da Casa de Wittelsbach.

## Soberanos do Palatinado-Gelnhausen

### Título
Como membro de um ramo cadete do ramo Palatino da Casa de Wittelsbach, os soberanos usavam os títulos de Conde Palatino do Reno, Duque na Baviera, Conde de Veldenz, Conde de Sponheim, Rappoltstein e Hohenack.
Como Chefe da sua própria linhagem, era conhecido como conde palatino de Birkenfeld em Gelnhausen.
Todos os seus descendentes dinastas masculinos usaram, desde 1799, como título principal, "Duque ou Duquesa na Baviera", a que foi associado, desde 1845, o tratamento de Alteza Real.

### Lista de Duques
- João Carlos, 1654–1704;
- Frederico Bernardo, 1704–1739;
- João, 1739–1780
- Carlos João Luís, 1780–1789;
- Guilherme,1789–1799.
  - em 1799 o Palatinado-Gelnhausen é Mediatizado.